# Delos Bennet Sacket
Pour les articles homonymes, voir Bennet.
Delos Bennet Sacket est un général de brigade américain. Il est né le 14 avril 1822 à Cape Vincent, dans l'état de New York, et est mort le 8 mars 1885 à Washington. Il est le fils du capitaine Gideon Shepard Sacket, qui a servi dans le 46e régiment d'Infanterie de New York, et de Frances Electa Bush. Il est veuf en premières noces de Amanda Field et époux en secondes noces de Frances Ann Williams. Il est inhumé au Saint John's Episcopal Church Cemetery à Cape Vincent.

## Jeunesse
Delos B. Sacket sort diplômé de West Point en 1845 et intègre le "2nd Dragoons" avec le grade de second lieutenant. Avec son régiment, il participe à la guerre américano-mexicaine et, notamment à la bataille du Palo Alto et à la bataille du Resaca de la Palma à l'issue desquelles il est promu premier lieutenant pour conduite vaillante et méritoire, ainsi qu'à la bataille de Monterrey. Il rejoint alors le "1er Dragoons" comme second lieutenant qui escorte les recrues quittant Fort Gibson et Fort Smith pour Santa Fe.
En 1849, il utilise des cordes et des pieux pour tracer 84 parcelles pour ce qui devenu aujourd'hui Las Cruces, au Nouveau-Mexique. Premier lieutenant au "1er Dragoons", il défend les fermes le long de la frontière du Nouveau-Mexique contre les raids des Apaches. Il devient alors instructeur assistant des tactiques de cavalerie à West Point d'octobre 1850 à avril 1855 pour en ressortir avec le grade de capitaine dans le "1er de Cavalerie" et rejoint Fort Leavenworth pour prendre part à plusieurs expéditions contre les indiens hostiles de la région. Jusqu'en 1859, il fréquente les garnisons de plusieurs postes à travers le pays jusqu'en 1861 où il est nommé major du "1er de Cavalerie".

## Guerre civile

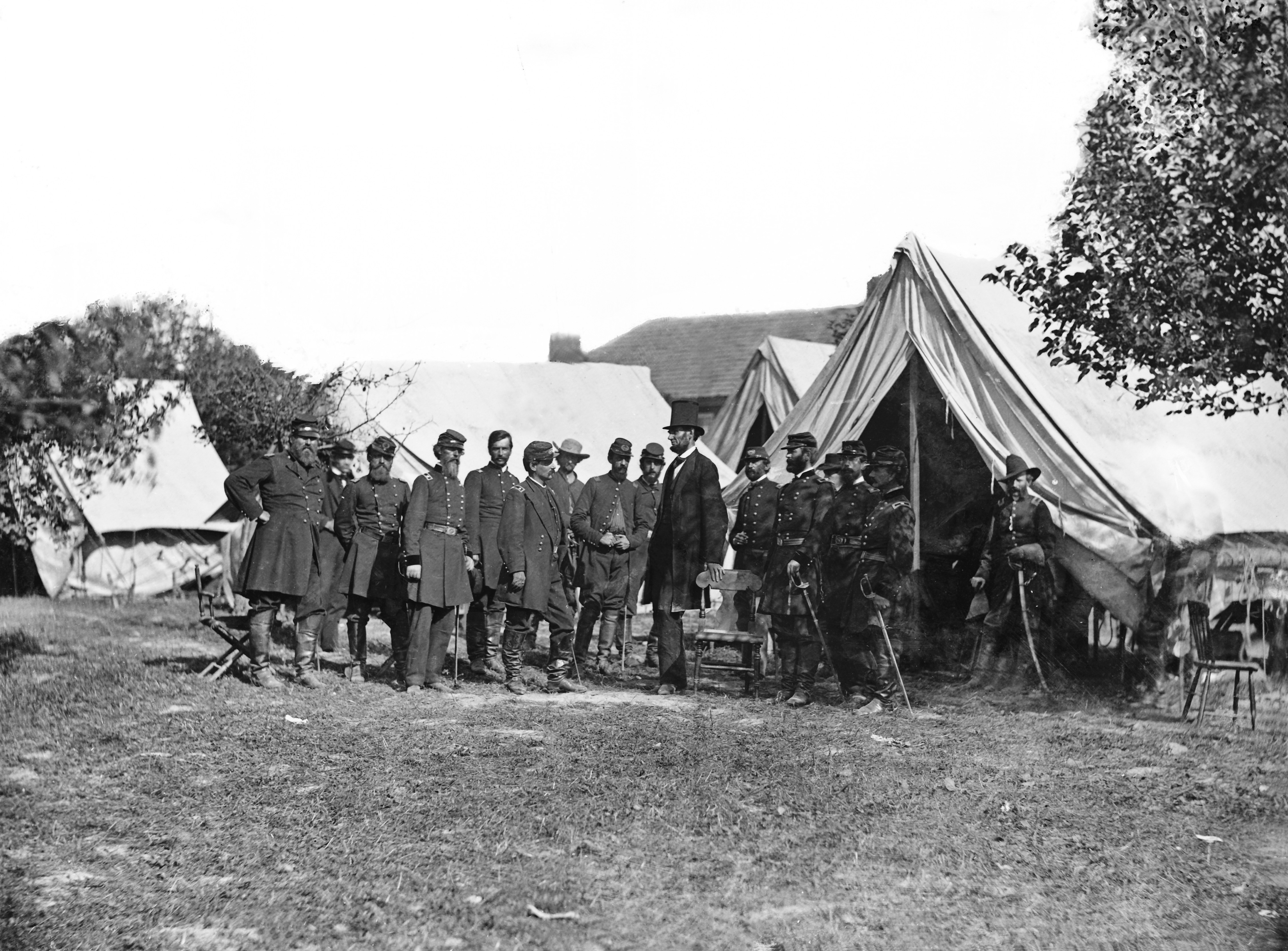
Lincoln et les généraux a Antietam

Au début de la guerre de Sécession, il est lieutenant-colonel dans le "2d de Cavalerie" et assigné à Washington comme inspecteur-général jusqu'en août 1861 et comme officier payeur à New York jusqu'en décembre de la même année où il rejoint l'armée du Potomac comme inspecteur-général. Il participe à la campagne de la Péninsule auprès du major-général George McClellan. Il est engagé dans la bataille de Gaines's Mill, de Glendale et la bataille de Malvern Hill, ainsi qu'à la campagne du Maryland. Il est également présent sur le champ de la bataille de South Mountain et de la bataille d'Antietam.
Il entre alors dans l'entourage du major-général Ambrose Burnside avec lequel il fait la campagne de Rappahannock et combat à Fredericksburg. En janvier 1863, il prend le commandement du bureau des inspecteurs-généraux à Washington. Il devient membre du conseil chargé de l'organisation d'un Corps d'Invalides en 1863, et membre du conseil chargé des officiers retraités mis hors service en 1864. D'avril 1864 à août 1865, il est chargé d'inspection pour les départements du Tennessee, de Cumberland, d'Arkansas et du Nouveau-Mexique.
Le 13 mars 1865, il est nommé général de brigade dans l'armée régulière pour "services braves et méritoires sur les champs de bataille de la guerre civile" et reçoit un brevet de major-général pour "services fidèles et méritoires durant la guerre civile".

## L'après-guerre

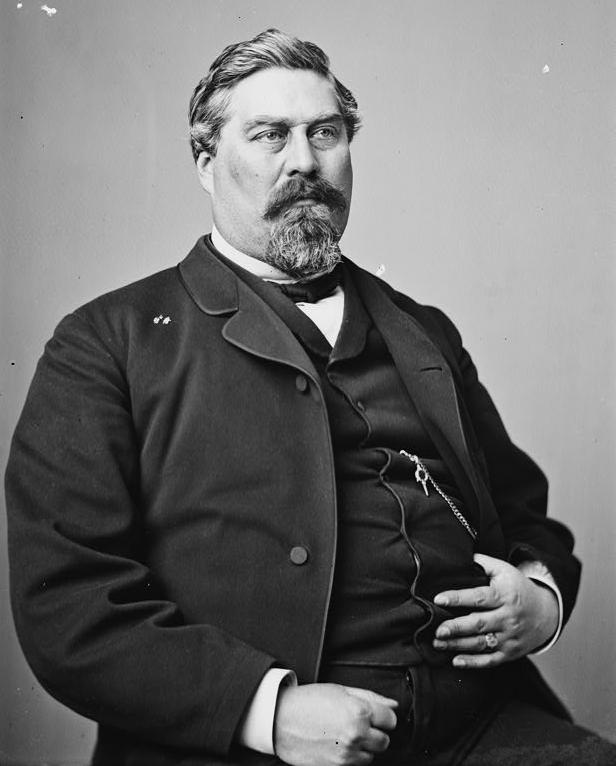
Delos B. Sackett, photographie prise entre 1860 et 1870.

D'août 1865 à avril 1866, Sacket passe son temps à New York où il attend les ordres. Il parcourt le territoire du Montana à la côte Pacifique comme inspecteur, et de novembre 1866 à mars 1867, il est inspecteur-général du département du Tennessee. Jusqu'en 1881, il occupe plusieurs postes du même genre avant de revenir à Washington comme général de brigade et inspecteur-général Senior dans l'armée, poste qu'il occupe jusqu'à sa mort de la gangrène, le 8 mars 1865, à l'âge de 63 ans.

## Descendance
- Frances E. Sacket, née vers 1848, seul enfant né de son mariage avec Amanda Field
- Maynard Sacket, né le 17 septembre 1858, décédé le 2 novembre 1863
- Delos Bennet Sacket Jr, né le 5 juin 1861, décédé le 9 mai 1862
- Francis Williams Sacket, né le 15 septembre 1867
- Cornelius Tiebout Sacket, né le 22 janvier 1870
- Eliza Ross Sacket, née le 12 avril 1872